# Kunst en vliegwerk
Kunst en vliegwerk is het 79ste stripverhaal van De Kiekeboes. De reeks wordt getekend door striptekenaar Merho. Het album verscheen in december 1998.
Het album bestaat uit het hoofdverhaal (Kunst en vliegwerk) en een kortverhaal (De straf van Sint Tetis), dat al in 1992 buiten de reeks was verschenen.

## Verhaal
Kunst en vliegwerk
Het schilderij "Moeder en kind" van de schilder Rococo Granada is gestolen door handlangers van Ken Tucky, een louche Amerikaanse kunstverzamelaar en ballonvaarder. Ondertussen zitten Fanny en Konstantinopel met de handen in het haar: Charlotte, hun moeder, verjaart morgen en ze hebben nog geen cadeau gekocht. Konstantinopel trekt de stad in en ziet in een etalage een landschapsschilderij van Marvano staan, dat hij meteen koopt. Maar meteen na hem koopt ook Fanny datzelfde schilderij. Ook Kiekeboe koopt dit schilderij, maar vlak nadat hij het gekocht heeft, wordt hij overvallen door 2 mannen, die het schilderij uit zijn handen rukken en in de hoek een klein stukje verf afkrassen met een mes. Ze geven hem het schilderij terug en Kiekeboe komt er met de schrik vanaf.
's Nachts sluipt Konstantinopel naar beneden, waar hij het schilderij wil ophangen, maar loopt er Fanny en zijn vader Kiekeboe tegen het lijf, die exact hetzelfde schilderij hebben gekocht. Ze zien in dat ze zijn bedrogen en ze trekken terug naar de kunsthandelaar, die twee van de drie schilderijen terugkoopt. Maar met dat ene schilderij dat ze thuis nog hebben hangen, is iets bijzonders aan de hand. Onder de verflaag zit het originele, gestolen schilderij van Granada, en dat laten de twee handlangers niet graag ontsnappen...
De straf van Sint Tetis
Moemoe heeft een kettingbrief ontvangen, waarin wordt gedreigd dat de straf van Sint Tetis over haar zal komen, als ze de brief geen 7 keer kopieert. Dus stuurt Moemoe Konstantinopel naar het kopie-centrum, waar hij tijdens het kopiëren de kettingbrief toevallig verwisselt met een bezwarende brief van een verkiezingskandidaat, Marcel Libatair, die zware politieke gevolgen kan hebben...